# 優洛縣 (加利福尼亞州)
優洛縣（英語：Yolo County）是美国加利福尼亚州中北部的一個縣，毗鄰沙加緬度縣、索拉诺县、纳帕县、萊克縣、科卢萨县和萨特县。郡首府位於森林地市。根據2020年美國人口普查，優洛縣的人口為21萬6,403人。
優洛縣是農業為主的縣份，縣內有戴維斯加州大學，以及隔壁加州州府沙加緬度所在的沙加緬度縣有數十億營業額的加州番茄主要生產地，這裡產的番茄佔了全美約90%的番茄市場。

## 人口集居地

### 建制市
| 自治体（市/镇）              | 成立年份 | 人口（2018） |
| ---------------------------- | -------- | ------------ |
| 戴维斯 (Davis)               | 1917     | 69,289       |
| 西沙加缅度 (West Sacramento) | 1987     | 53,727       |
| 温特斯／冬季城 (Winters)     | 1898     | 7,286        |
| 伍德兰／森林地 (Woodland)    | 1871     | 60,531       |